# Nadomestno materinstvo
Nadoméstno materínstvo (tudi surogátno materínstvo) je dogovor, s katerim se ženska, ki otroka rodi, zaveže otroka po rojstvu odplačno ali neodplačno prepustiti tretji osebi (sopogodbeniku oziroma naročniku). Naročnik je praviloma par, ki ne more spočeti otroka po naravni poti.  Nadomestno materinstvo je ena asistiranih reproduktivnih tehnologij. Po taki metodi lahko, med drugimi, posegajo pari, ki ne morejo imeti lastnih otrok po naravni poti bodisi zaradi neplodnosti, medicinskih razlogov (histerektomija, azoospermija), prevelikega tveganja nevarnosti pri porodu ali kadar gre za istospolne partnerske zveze.
V Sloveniji in v številnih drugih državah je nadomestno materinstvo zakonsko prepovedano, se pa število držav, ki pravno urejajo in dovoljujejo nadomestno materinstvo, v zadnjih letih povečuje. Nadomestno materinstvo predstavlja danes v mnogih državah občutljivo politično, družbeno in pravno temo, ki poraja moralna, socialna in etična vprašanja.

## Vrste nadomestnega materinstva
Glede na izvor jajčeca razlikujemo med tradicionalnim in gestacijskim nadomestnim materinstvom.

### Tradicionalno nadomestno materinstvo
Za oploditev se uporabi spolne celice nadomestne matere ter seme partnerja ženske, ki ne more zanositi, ali seme darovalca. To se doseže bodisi po naravni poti ali z umetno oploditvijo. Tako nastali otrok je gensko podoben nadomestni materi.
V nekaterih primerih mora par, ki uporabi seme darovalca, sprožiti legalni proces posvojitve, da bi ob rojstvu dobil pravice do vzgoje otroka, ki se rodi na tak način.

### Gestacijsko nadomestno materinstvo
O gestacijskem nadomestnem materinstvu govorimo takrat, ko nadomestni materi vstavijo v maternico zarodek, ki je bil ustvarjen z zunajtelesno oploditvijo spolnih celic (oploditev in vitro ali IVF) naročnikov oziroma darovalcev. Gestacijska surogacija ima več oblik, pri katerih otrok ni gensko podoben nadomestni materi:
- zarodek je ustvarjen iz spolnih celic matere in očeta, ki naročita surogacijo;
- zarodek je ustvarjen iz spolnih celic očeta in darovalke;
- zarodek je ustvarjen iz spolnih celic matere in darovalca;
- zarodek darovalke je vstavljen v nadomestno mater; tak zarodek je lahko rezultat oploditve in vitro, ki ga prejšnja mati daruje za namen nadomestnega materinstva paru, ki ne more imeti otrok.

Razlikujemo še med altruističnim in komercialnim nadomestnim materinstvom. Pri altruistični surogaciji nadomestna mati ne prejme plačila, pri komercialni pa je za svojo vlogo plačana.

## Etična kontroverznost
Prvi dejavnik pri etični presoji nadomestnega materinstva predstavlja dejstvo, da sta tako nadomestna mati kot zarodek v nevarnosti zaradi možnih zdravstvenih in psiholoških zapletov. Zdravstvene težave zajemajo vsa tveganja, ki se običajno pojavijo pri nosečnosti, od slabosti in hormonskih nihanj, do možnosti razvoja gestacijskega diabetesa ali spontanega splava, pri otroku lahko pride do razvojnih in drugih zdravstvenih težav. Drugi pereči tip tveganja so psihološke težave, ki nastanejo za mater ob tovrstni zanositvi, denimo poporodna depresija in potrtost zaradi emocionalne navezanosti na otroka, ki ga mora oddati. Če se nadomestna mati odloči ponuditi svoje telo pri agenciji, dobi priporočilo psihološke oskrbe, katere rezultat naj bi pomagal preprečiti, da se mati naveže na otroka, ali pa se mati sama trudi preprečiti navezanost na otroka. Poleg tega se pojavi težava psihološke oskrbe ter čustvene podpore nadomestni materi, tako med surogacijo, kot po njej in težava sprejemanja s strani družine in okolice.
Tveganje je povečano, kadar je v mater vstavljeno več zarodkov, da bi se zagotovila večja verjetnost za donositev. Pri tem obstaja možnost carskega reza ali prezgodnjega rojstva, kar podaljša čas oskrbe v bolnišnici in poveča stres matere.
Druga tveganja so povezana z odnosi med parom in nadomestno materjo, zlasti kadar paru ni všeč možnost povišanja stroškov v primeru, da nadomestna mati zaradi zdravstvenih zapletov ne more na delo itd.. Par lahko vidi mati zgolj kot kapsulo za njunega otroka, kar sproži pomanjkanje empatije do nje in še poslabša psihološko stanje matere.

### Nadomestna mati
Glede nadomestnega materinstva obstajata dva pola: tisti, ki tak način posvojitve podpirajo, in tisti, ki imajo glede tega zadržke.
Nadomestno materinstvo je videno kot rešitev za ljudi, ki drugače ne morejo imeti otrok, ob čemer se vse bolj govori o možnostih, da tudi homoseksualni pari lahko dobijo otroke. Zagovorniki izpostavljajo vidik pomoči in dobrote ter možnost za ustvaritev družine parom, ki sicer ne bi mogli imeti otrok. Kadar je surogacija plačana, to nekateri razlagajo kot obliko socialne pomoči za nadomestno mater. Predvsem na Zahodu prevladuje pozitivno sprejemanje nadomestnega materinstva, medtem ko predstavlja drugod hud problem. Najbolj zaskrbljujoč je položaj v Indiji, kjer je nadomestno materinstvo izjemno profitabilna panoga in cveti takoimenovan “turizem plodnosti”. Drugi največkrat omenjeni deželi, kjer je nadomestno materinstvo močno razširjeno, sta Ukrajina in Nepal. V Ukrajini je moč videti oglase za iskanje nadomestnih mater na panojih ter avtobusih. Tam naj bi bilo surogacijskih rojstev od 2000-2500 na leto, vse več pa je poročil o zlorabah tako mater kot njihovih sopogodbenikov. Večina komercialne surogacije  ni regulirana, saj je po nekaterih podatki okrog dve tretjini dogovorov nereguliranih, kar je izrazita težava v Indiji. V Ukrajini pa se tako večina pogodb sklene prek agencije, ki se ukvarja z nadomestnim materinstvom imenovane BioTexCom (Center for Human Reproduction - Center za človeško reprodukcijo), večina nadomestnih mater prihaja iz revnih področij države. Večkrat so vsaj štiri matere skupaj postavljene v majhna stanovanja brez pravilne medicinske in psihološke oskrbe.
Tako v Indiji kot v Ukrajini in Nepalu kot največkrat izpostavljenih državah glede tovrstne teme pa nastaja vse več opozoril o “farmah plodnosti” in “tovarnah dojenčkov”, kjer se dogajajo podobne zgodbe o zlorabah mater in preslabi zdravniški oskrbi ter pomanjkanju legalne in socialne varnosti.
Nasprotniki nadomestnega materinstva so tako proti taki praksi tudi z vidika izkoriščanja socialno ogroženih. Surogacijo si lahko privoščijo premožnejši ljudje, katerih reprodukcijske zahteve izpolnijo manj privilegirani. Pogosto se raje odločijo za revnejše dežele, kjer za nadomestno mater plačajo veliko manj, kot bi jo v svojih domačih državah. S pa tem povzročajo tveganje za izkoriščanje revnih žensk za denar, s čimer se poveča možnost prisile v nosečnost ali rojevanje takorekoč po tekočem traku. Dobiček med drugim večinoma dobijo posredniški agentje, matere pa ostanejo prikrajšane za finančna sredstva.
Ena od bolj žgočih kontroverznosti v zvezi z nadomestnim materinstvom je izkoriščanje ženskega telesa in njegova instrumentalizacija. Nosečnost je zreducirana na storitveno dejavnost, otrok pa postane produkt. Zlasti feminizem vidi surogacijo kot napad na dostojanstvo ženskega telesa in na njeno pravico avtonomije. Radikalni feminizem zagovarja stališče, da je tretiranje ženske kot stroja za proizvodnjo dojenčkov v zameno za denar podobno prostituciji , kjer gre prav tako za telesno uslugo v zameno za plačilo. Nadomestno materinstvo povezujejo z nadvlado patriarhalne ureditve sveta, predvsem zaradi primerov žensk, ki jih je v surogacijo nagovoril oziroma prisilil mož, da bi služil s telesom svoje žene. Izpostavljajo redukcijo ženskega telesa na eno samo funkcijo - porod -, ki je bila skozi zgodovino tretirana kot edina pomenljiva funkcija ženske. Liberalni feminizem nadomestno materinstvo dopušča, saj ga vidi kot pomoč homoseksualnim parom in kot zmožnost avtonomije ženske, ki lahko svoje telo po svoji volji svobodno uporabi.

### Otrok
Pri otrocih rojenim nadomestnim materam lahko pride do krize identitete, če vejo, na kakšen način so bili sprejeti v družino. Druga bolj pereča tveganja sta problem nasilja in trgovina z otroki, v primerih ločitve, če si starša premislita ali želita drugačnega otroka od tega, ki sta ga dobila. Razvpit primer je primer avstralskega para, ki sta se odpovedala otroku nadomestne matere, ker je imel Downov sindrom, njegovo zdravo sestro dvojčico pa obdržala (primer dečka Gammyja), zaradi česar je na Tajskem nadomestno materinstvo postalo prepovedano. Prav tako ostaja skrb za otrokove pravice, ki so v primerih komercialnega nadomestnega materinstva pogosto spregledane. Otrok postane komercializiran proizvod in se ga več ne vidi kot bitje z lastnim dostojanstvom.

### Zakonske določbe v Sloveniji
Zakon o zdravljenju neplodnosti in postopkih oploditve z biomedicinsko pomočjo v sedmem členu določa, da do  tovrstne oploditve (OBMP) ni upravičena ženska, ki po porodu namerava neodplačno ali odplačno otroka prepustiti tretji osebi. Osmi člen določa, da OBMP ni dovoljena s hkratno uporabo darovanih jajčnih in semenskih celic. Slovenska pravna ureditev nadomestnega materinstva ne določa kot oblike oploditve z biomedicinsko pomočjo.
Zakonska ureditev je bila v Sloveniji sprejeta zaradi več zadržkov glede nadomestnega materinstva: otrok postane objekt pogodbe, nadomestna mati postane objekt za rojevanja in objekt trgovanja v primeru komercialnega nadomestnega materinstva, zaradi primerov, ko mati po porodu noče izročiti otroka, in zaradi možnosti, da se otrok rodi umsko ali gibalno oviran in zato ne ustreza željam paru naročniku, ki ga lahko zaradi tega ne želi sprejeti.

## Stališče verstev do nadomestnega materinstva

### Krščanstvo
Katoliška cerkev nadomestnega materinstva ne podpira, saj ni v skladu z naukom Biblije glede rojstva, poroke in življenja. Cerkev poudarja, da je otrok dar, ne pravica, nadomestna mati pa je tretja oseba, ki vdre v sicer nerazdružljiv in izključujoč odnos moža in žene in ga s tem omadežuje. Katekizem katoliške Cerkve v členu 2376 navaja, da tehnike, ki bi ločile moža in ženo z vdorom tretje osebe, niso moralne: sem sodijo darovanje semenske tekočine, darovanje jajčec in nadomestno materinstvo. Katekizem ima tudi kritičen pogled na “pravico” parov, da bi imeli otroka. Člen 2378 namreč navaja, da otrok ni predmet lastništva in ima pravico biti spoštovan kot oseba ter pravico, da je sad zakonske ljubezni svojih staršev. Na nadomestno materinstvo krščanstvo gleda kot na pregrešitev zoper materinstvo, zakonsko zvestobo in kršenje otrokovega dostojanstva ter pravice do tega, da ga vzgojijo krvni starši.

### Judovstvo
Judovski učenjaki in rabini si niso enotni glede nadomestnega materinstva. Zagovorniki surogacije so mnenja, da je taka praksa dovoljena in pogosto citirajo biblični stavek iz 1 Mz 9,1, ki pravi: “Bodite rodovitni in se množite ter napolnite zemljo!” ali dajejo primer Sare, ki je Abrahama poslala, da ji je dal otroka po Hagari.
Committee on Jewish Law and Standards (odbor konservativnih Judov, avtoriteta na področju halake) je leta 1988 odobril nadomestno materinstvo, saj je mitzvah starševstva (mitzvah v judosvtvu pomeni zapoved) tako močen, da je surogacijo mogoče dovoliti.
Rabini, ki so nasprotniki nadomestnega materinstva, ga imajo za obliko modernega suženjstva, v katerem je žensko telo izkoriščano, otrok pa postane produkt. Vez, ki jo imata mati, ki je otroka rodila, in otrok, se pretrga. Rabin Daniel Gordis (Gordis 1988, 27) je odločno zavrnil nadomestno materinstvo.
Vprašanje nadomestnega materinstva pri Judih je eden od glavnih problemov, saj po njihovem načelu otrok postane Jud po materi. Glede surogacije se soočajo trije med seboj konfliktni pogledi o tem, kdo je dejanska mati otroka: prvi pogled trdi, da je mati darovalka jajčeca, drugi pogled pravi, da je mati nadomestna mati, ki je otroka rodila, tretji pogled pa zagovarja, da sta obe materi rojenega otroka. Večinsko mnenje prevladuje v smeri, da je mati ženska, ki otroka donosi, medtem ko manjšina pripisuje materinstvo ženski, ki je darovala svoje spolne celice in je genetska mati otroka. Ta pogled je utemeljen na nauku Talmuda (Sanhedrin 91b), da se življenje začne ob spočetju.
V Izraelu je dovoljeno le gestacijsko nadomestno materinstvo, pri katerem jajčece ne sme priti od nadomestne matere, ta pa mora biti enake vere kot mati, kateri je otrok namenjen. 

### Islam
Načeloma je islamska skupnost odločno proti nadomestnem materinstvu. Glavna skrb glede takega načina dobitve otroka je glede zakonoloma in starševskega nasledstva (hifz al-nasl), katero je eno od petih zapovedi šerijatskega prava. Surogacija se šteje kot zakonolom oziroma prešuštvovanje, ker nadomestna mati v primeru gestacijske surogacije nosi otroka od človeka, ki ni njen mož. Manjšina muslimanov, ki nadomestno materinstvo podpira, pa je mnenja, da nadomestna mati ni zakonolomka, saj z darovalcem semenčic ni bila v spolnem odnosu, ter da se zlahka odkrije otrokovo poreklo. 

### Hinduizem
Države, kjer je hinduizem najbolj razširjen, denimo Indija, so postale žarišča t.i. turizma plodnosti, kar je sprožilo razprave in razmišljanja o tem, ali je nadomestno materinstvo v konfliktu s hinduističnimi nauki. Podporo nadomestnemu materinstvu daje med drugim zgodba o Bhagavati Purani, v kateri se zgodi prenos zarodka iz ene božanske ženske v drugo. Ker je neplodnost v hindujski tradiciji povezna s slabo karmo, se sprejema načine za umetno oploditev, čeprav med hindujci nadomestno materinstvo ni pogosto izbrano kot način soočanja z neplodnostjo. 

### Budizem
Prevladuje mišljenje, da je nadomestno materinstvo v budizmu popolnoma sprejeto, saj ne obstaja noben direkten budistični nauk, ki bi označil nadomestno materinstvo kot moralno sporno. Nadomestno materinstvo pojmujejo kot izraz sočutja do neplodnih staršev. 